# Marchiennes
Marchiennes è un comune francese di 4 813 abitanti situato nel dipartimento del Nord nella regione dell'Alta Francia.

## Società

### Evoluzione demografica
Abitanti censiti

## Amministrazione

### Gemellaggi
- Speldhurst, dal 1998